# Poniente Granadino
El Poniente Granadino es una subregión rural situada en el sector más occidental de la provincia de Granada, España.

## Límites y extensión
Sus límites se han establecido desde el punto de vista geográfico, del siguiente modo: al sur y al oeste limita con la provincia de Málaga, al norte con la de Jaén y al noroeste con la de Córdoba, al este los municipios señalados a continuación hacen la separación del resto de la provincia: Moclín, Moraleda de Zafayona, Cacín, Alhama de Granada, Arenas del Rey y Jayena.
El Poniente Granadino está formado por 23 municipios que engloban dos comarcas históricas, con una extensión de 2042 kilómetros cuadrados y unos 77 532 habitantes (2007):
- La zona Norte, formada por los municipios de Moclín, Montefrío, Íllora, Algarinejo, Loja, Zagra, Huétor Tájar, Villanueva Mesía, Salar y Moraleda de Zafayona, conocida como la comarca de Loja.

- La zona Sur, formada por los municipios y entidades locales de Alhama de Granada, Arenas del Rey, Zafarraya, Ventas de Zafarraya, Santa Cruz del Comercio, Jayena, Fornes, Játar y Cacín, conocida como la comarca de Alhama.

La variabilidad entre los municipios es muy grande, por ejemplo la extensión oscila entre los 11´18 km² de Villanueva Mesía y los 446 km² de Loja. Se refleja igualmente en la densidad de población de la zona, además de otras variables.
El término "Poniente Granadino" no aparece en documentos históricos. Aparece el término "poniente" de modo genérico, como recurso descriptivo, utilizado así en la obra de Francisco Henríquez de Jorquera Anales de Granada: Descripción del reino y ciudad de Granada. Crónica de la Reconquista (1482-1492). Sucesos de los años 1588 a 1646:

Y volviendo otra vez al poniente de donde comienza la sierra menor que sirve de lindero y fuerte muro de este reino, comienza no muy levantada cerca de la villa de Iznájar y el Algarinejo y prosigue con un gran picazo hasta la ciudad de Loja a donde se abre para dar entrada para la gran Vega de Granada, dando sitio en su quebra a la dicha ciudad de Loja y el un brazo prosigue para la ciudad de Alhama, no con grande altura, hasta que se incorpora con Zafarraya, con nombre de la sierra del Alcaicería; y el otro brazo prosigue al Cierzo dividiendo el Andalucía hasta llegar a las villas de Íllora, Moclín y Montefrío dando vista a Granada con nombre de Brabanda, corrupto Parapada, de quien los naturales tiene grandes pronósticos: cuando se toca de nublados que vienen de Poniente dicen que es cierta del agua, testigo de experiencia.
F. Henríquez de Jorquera

Dicho término, no es por tanto un topónimo especialmente descriptivo, histórico o identificador de la zona, sino un mero recurso para designar la posición en la provincia.

## Historia

### Identidad territorial
El conjunto del territorio del Poniente Granadino está formado por dos comarcas: la comarca de Loja, históricamente extensible desde esta ciudad principal al entorno actual de vega inmediato (Salar, Huétor Tájar, Villanueva Mesía, etc..) y por el norte hasta la Subbética Cordobesa, incluidos Zagra y Algarinejo; y la comarca de Alhama, al sur, que ha unido históricamente la zona de los Llanos de Zafarraya y la cuenca del río Cacín, con la zona de El Temple.
El elemento histórico de que el Poniente Granadino fue territorio fronterizo en el último siglo del reino nazarí de Granada, hasta 1486, fecha de su caída en manos de los Reyes Católicos, da lugar a que las dos comarcas históricas citadas fueron conjuntamente la "Última Frontera de Granada".

### La Última Frontera de Granada
El hecho de ser el Poniente Granadino un territorio colindante con otras provincias (Jaén, Córdoba y Málaga), hizo de él un lugar estratégico como "frontera" en el período nazarí, concretamente durante el último siglo de esplendor de al-Ándalus.
La última frontera de Granada se ha convertido en la única identidad común de este territorio “como último trazo divisorio entre los reinos cristianos de una España en ciernes, por un lado, y por otro, el reducto del reino nazarí acorralado entre Granada y la vega".
Desde la toma de Antequera, a principios del siglo XV (1410), se acelera la reconquista hasta llegar a la guerra final de 1482-1492. En este sentido, todos los pueblos del Poniente o al menos los más históricos de las dos comarcas, a lo largo de ese siglo, fueron la última frontera de Granada, su frontera más occidental. La toma de Alhama de Granada en 1482 es el principio del fin. Cuatro años después en 1486 van cayendo, sucesivamente en un período de tres meses, las localidades de Loja, Íllora, Moclín y Montefrío hasta que los cristianos instalan su campamento en la Vega, a las puertas de Granada.
Durante los casi ocho siglos de existencia del reino árabe, las tierras de al-Ándalus se vieron inmersas en un estado de alerta permanente, como consecuencia de sus propios conflictos internos y de la presión de unos reinos cristianos en actitud de pertinaz reconquista.
La ocupación árabe partió de una organización militar del territorio para pasar posteriormente a una política de contención. Los castillos de Íllora, Zagra, Moclín o Montefrío, junto a toda una red de atalayas, de torres vigías y de alquerías, constituyen el reflejo de la política de miedo que imperaba en la frontera entre dos territorios culturales y religiosos bien diferentes: el hispano musulmán y el incipiente renacentista.

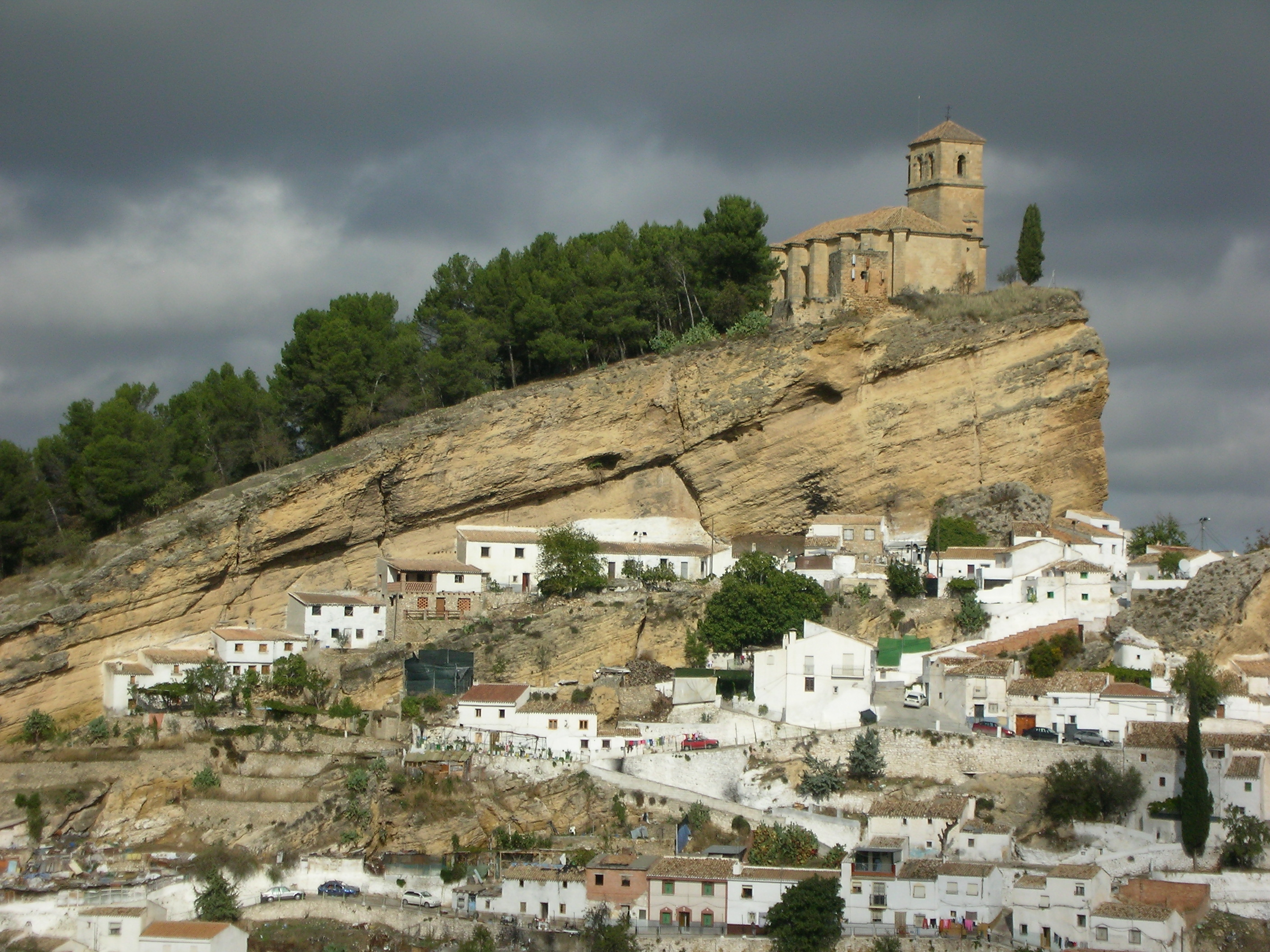
Montefrío.

En definitiva, la Última Frontera de Granada, frontera que lo fue propiamente por lo accidentado geográficamente del terreno, no puede dar coherencia a una identidad territorial, ya que una vasta historia respalda este obstáculo entre estos pueblos que dotan al Poniente Granadino de una singularidad única, muy mala comunicación entre los mismos y que como estrategia de desarrollo, por su propio origen de mala comunicación, no puede fructificar. Los restos y los resultados de la cultura nazarí, desplegada con brillantez en estas tierras, constituyen un importante legado que se manifiesta en la organización del medio agrícola, la variedad de productos cultivados, la calidad en hábitos culinarios, la organización urbana, los monumentos de arquitectura militar y otros muchos componentes que subyacen a los hábitos y formas de hacer cotidianos. Este legado se suma al patrimonio cultural acumulado en los distintos territorios, antes y después del período nazarí y a su rico patrimonio natural.

### Geología

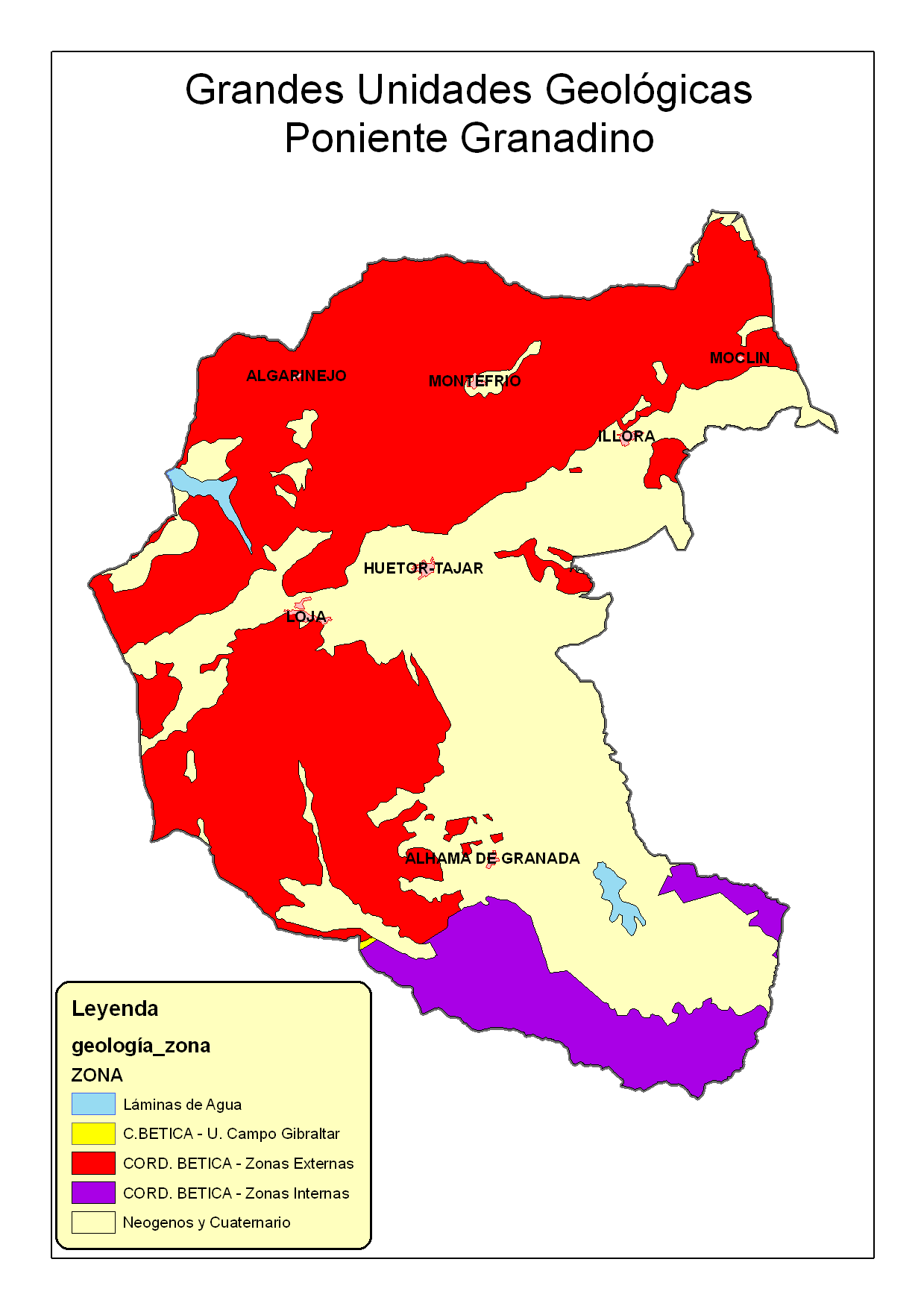
Grandes unidades geológicas del Poniente granadino.

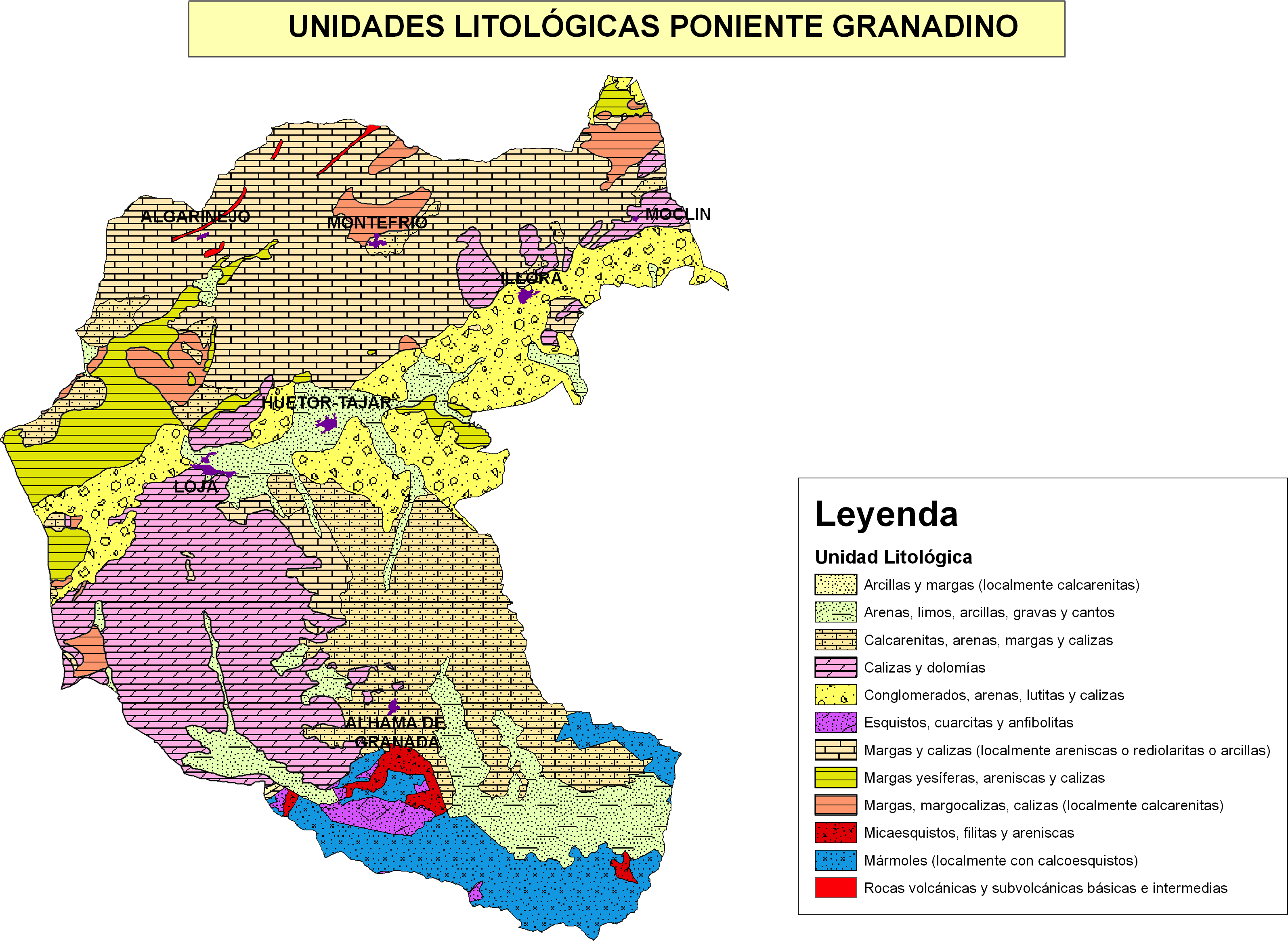
Unidades Litológicas del Poniente granadino.

## Geografía física

### Relieve

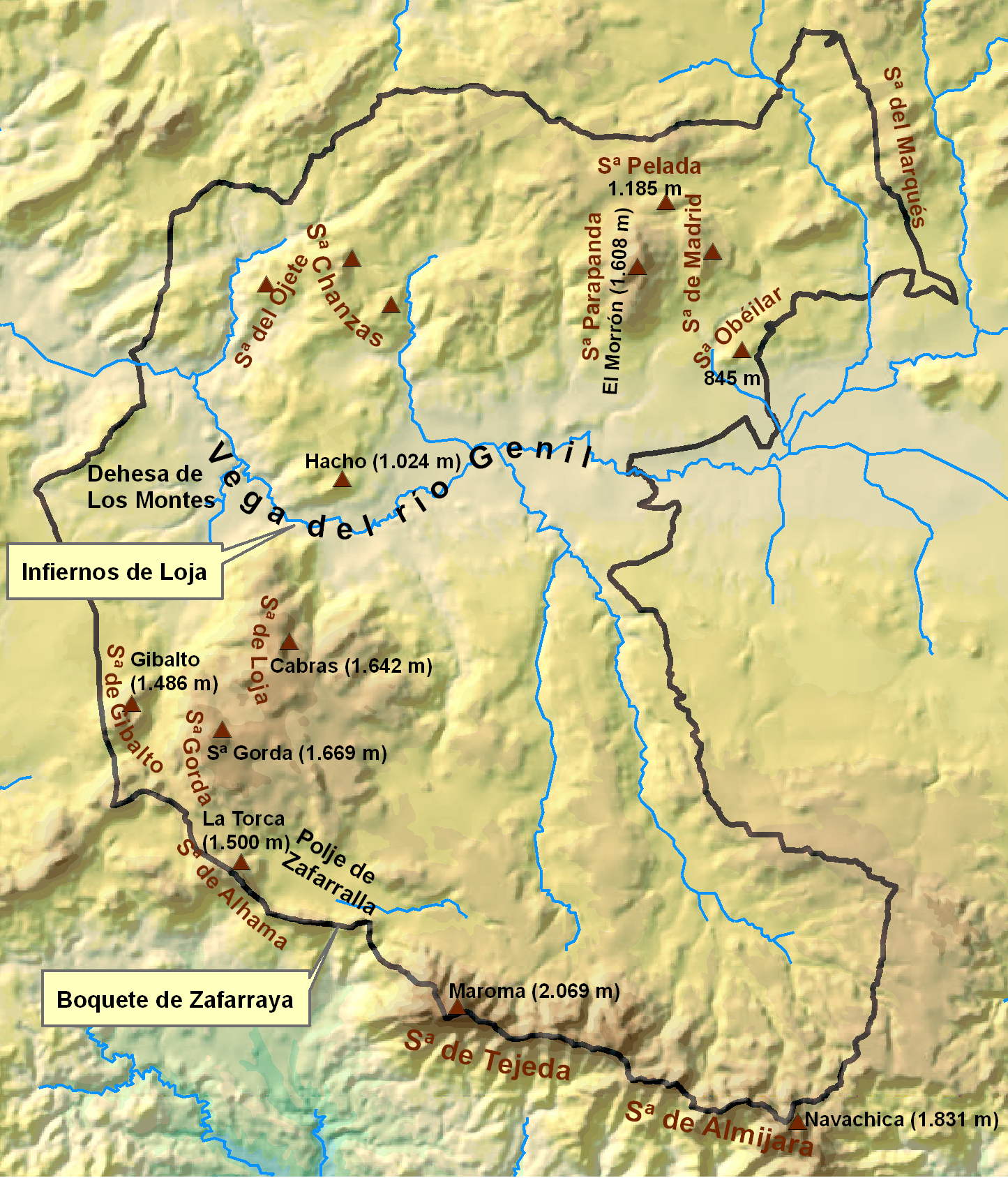
Principales unidades del relieve del Poniene Granadino.

En el Poniente Granadino se distinguen las siguientes unidades fisiográficas:
- Vega del Genil
- Polje de Zafarraya
- Macizos montañosos circundantes
  - Montes Occidentales y Sierra de las Chanzas
  - Hacho de Loja
  - Sierras Gorda y de Loja
  - Sierra de Gibalto
  - Sierras de Alhama, Tejeda y Almijara

#### Vega del Genil
La Vega del río Genil divide, de este a oeste, el territorio del Poniente de Granada en dos mitades; el aprovechamiento tradicional de la vega ha sido muy importante desde el punto de vista agrícola. Los cultivos fundamentales son las choperas y las hortalizas, pero fundamentalmente hay que destacar el cultivo del espárrago en Huétor Tájar, tanto por la extensión dedicada como por la importancia económica.
Los Infiernos de Loja se sitúan cerca del casco urbano de Loja, en una zona donde se encaja el río Genil, y donde concurren varias cascadas procedentes de arroyos, tales como el Frontil o el Manzanil. Actualmente se encuentra catalogado como Paraje sobresaliente según el Plan Especial de Protección del Medio Físico de la Provincia de Granada.

#### Polje de Zafarraya
El Polje de Zafarraya constituye un elemento geológico de gran singularidad, dada la escasez de este tipo de estructuras a escala nacional. En el Polje se localizan varios sumideros abastecidos por los distintos cursos de agua que lo rodean y que alimentan el acuífero de la Sierra Gorda y sierra de Loja.
Los usos y aprovechamientos de este espacio están dedicados casi exclusivamente al cultivo de regadío. Se trata de una vega tradicional de gran riqueza agrícola en la que el regadío adquiere gran relevancia ya que el nivel freático se encuentra a partir de los 8-10 m.
Siguiendo el cauce del Arroyo de la Madre, aguas arriba se llega a la Alcaicería y el Puerto del Navazo. Destaca en la inmensidad del llano de Zafarraya una loma de escasa altitud ocupada en su totalidad por un encinar en muy buen estado de conservación, en el que se pueden observar los estratos de que está constituido el bosque, que también aparece salpicado de quejigos, indicadores de humedad en el verano.

#### Macizos montañosos circundantes
De norte a sur y siguiendo la forma de luna que caracteriza al Poniente Granadino, los macizos montañosos son:

##### Montes Occidentales y sierra de las Chanzas
Con la denominación de Montes Occidentales incluimos el conjunto de Sierras de la zona norte, desde Moclín, Íllora y Montefrío hasta la localidad de Loja. La alineación de cumbres, donde no existen grandes alturas, da paso progresivamente a una amplia llanura que configura la Vega. Destacan las salientes lomas, con vegetación de monte, que contrastan con las campiñas bajas, sembradas de cereales y olivar. Son frecuentes los escarpes marcados y los barrancos acusados en la zona Subbética, mientras que en la 

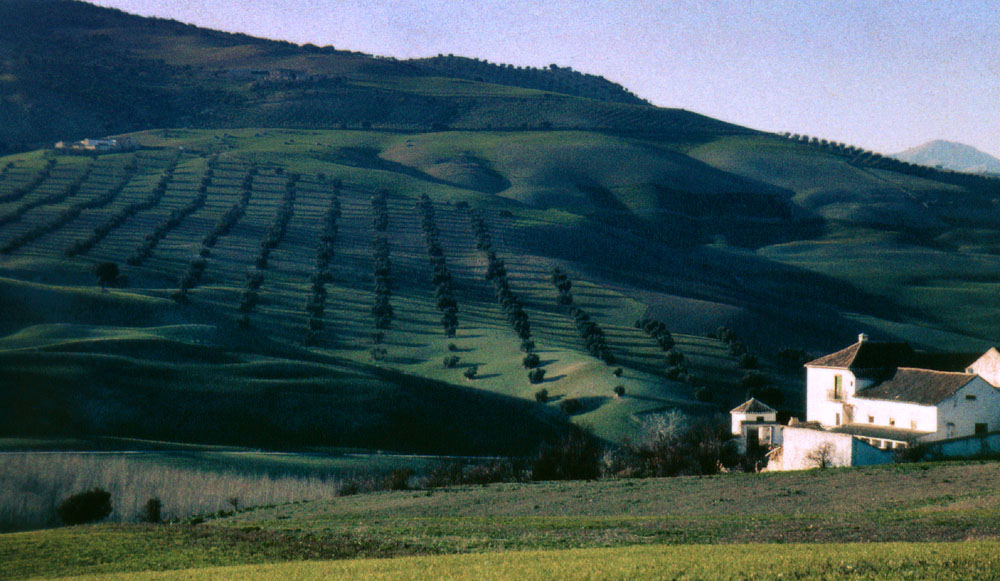
Campos de Alhama.

parte Bética las lomas son más suaves y apenas hay diferencias de altitud.
En el término municipal de Moclín podemos destacar la Sierra del Marqués y junto a la localidad de Íllora, se extiende de norte a sur la Sierra de Madrid, caracterizadas por tener una parte cultivada de olivares y otra, de mayor extensión, ocupada por encinares (Quercus ilex) en buen estado de conservación, que en las zonas más protegidas se enriquecen con quejigos (Quercus faginea) o cornicabras (Pistacia terebinthus). Son numerosas las fuentes que en esta sierra aparecen: fuente Grande, fuente del Rosal, fuente de Madrid.
Al sur de la sierra de Madrid, se eleva un pequeño montículo, en la actualidad completamente ocupado por olivos, es la Sierra de Obéilar (843 m). Su aspecto es el de un mosaico de olivares de distintas edades y en diferente grado de desarrollo. Al norte, formando casi parte del mismo macizo que la sierra de Madrid, se extiende de este a oeste la Sierra Pelada, caracterizada por presentar grandes manchas de encinar (Quercus ilex), que se enriquece con caducifolios como quejigos (Quercus faginea), majuelos (Crataegus monogyna) y cornicabras (Pistacia terebinthus) en barrancos y zonas de umbría. Rodea a la sierra de Madrid y Sierra Pelada el Arroyo de la Cañada, encajado entre las montañas y con muy buenas representaciones de bosque en galería.
Entre las localidades de Íllora y Montefrío, de norte a sur, se extiende la Sierra de Parapanda. Es una elevación caliza que forma un excepcional complejo paisajístico en el borde noroeste de la Vega de Granada.
Muy cerca de Montefrío se encuentra el paraje conocido como la Peña de los Gitanos, constituyendo uno de los lugares naturales y arqueológicos más interesantes del Poniente Granadino. Destaca en el relieve su morfología acantilada, con grandes paredes verticales. Es paraje es un BIC desde 1996 en la categoría de zona arqueológica.
La Sierra de las Chanzas tiene una situación paralela al recorrido del Arroyo Vilanos. El Morrón (1205 m) y las Ánimas (1038 m) son los dos picos más importantes de esta sierra. La mayor parte del territorio está ocupado por cultivos de olivo, pero es muy significativa la presencia de algunos pies de alcornoque (Quercus suber) que le confieren un valor especial ya que no es habitual su presencia en estas latitudes.
Entre Algarinejo y Zagra se alza la Sierra de Ojete, delimitada por el río Pesquera, el arroyo de Zagra, el arroyo de la Viña y el río Turca. La altitud máxima es el pico Chite, de 843 m de altitud. Desde esta sierra se aprecia parte del embalse de Iznájar y muy cerca se localiza Sierra Martilla: se trata de un pequeño macizo cuya parte superior la constituye una zona más o menos llana, con una altitud máxima de 813 m; el pico de Santa Bárbara se encuentra a 799 m. Son de destacar sus valores culturales, por la presencia de dólmenes del Calcolítico Superior y enterramientos altomedievales, además del valor paisajístico y ecológico, pues son numerosos los restos de vegetación mediterránea de los alrededores. La zona se encuentra en el término municipal de Loja, muy cerca de la población de los Ventorros de San José.
Ya fuera de lo que son las estribaciones de los Montes Occidentales, hallamos la Dehesa de los Montes, que se sitúa al oeste de Loja, entre los ríos Genil y Frío y el Pantano de Iznájar. Es un espacio de topografía llana y suavemente alomada, con tres cauces de agua permanentes: Nieblín, Arroyo de la Viñuela y Vaholgado.

##### El Hacho de Loja
Junto al mismo pueblo de Loja se encuentra el monte Hacho con 1025 m de altitud, cubierto prácticamente por romerales, exceptuando varias parcelas de pinar de repoblación con Pinus halepensis. En la base del Hacho se encuentra el nacimiento del Frontil del que emergen aguas subterráneas de una alta calidad.
La parte Centro del Poniente Granadino está constituido por montaña y Vega. La sierra de Loja está formada por un conjunto calizo en el que se encuentra el Karst más completo de la provincia. La formación más impresionante es el Polje de Zafarraya, el más grande de la Península. Al Este de Loja, remontando el río Genil, nos encontramos con el paraje de los Infiernos Altos, con su conocida cascada de la Cola del Caballo.

##### Sierra de Gibalto
Más al Sur y al oeste, junto a la población de Fuente Camacho y compartiendo frontera con Málaga, se encuentra la Sierra de Gibalto. Es un macizo aislado, con una altitud máxima de 1490 m, separado de la sierra Gorda por el río las Mozas. En su vertiente Sur nace el río Guadalhorce.

##### Sierras Gorda y de Loja
La Sierra Gorda y Sierra de Loja, limitadas por la vega del río Genil al norte, río Frío al Suroeste, al Sur por los llanos de Zafarraya y al Este por el valle del río Alhama, constituyen un macizo homogéneo formado por materiales calizos con un gran valor desde el punto de vista geológico, por estar representadas las principales formas de morfología kárstica (cuevas, abrigos, dolinas, poljes, etc.) considerándose el más complejo modelo de holokarst de la provincia de Granada. Hidrogeológicamente constituye el impluvium de un importante acuífero. El acuífero vierte en su parte Norte en la ciudad de Loja, apareciendo numerosos manantiales en esta zona tales como el Terciado, la Adena, el Frontil, el Manzanil, Riofrío, etc.
Las citadas sierras forman parte de los municipios de Loja, Salar, Alhama de Granada y Zafarraya, siendo su superficie de unas 18 000 ha y sus altitudes máximas de 1669 m en el cerro de Santa Lucía y 1614 en el pico Cabras.
Predomina la roca desnuda sobre la escasa vegetación. Salvo encinares y pinares en su periferia, la vegetación es escasa pero muy vistosa, produciendo contrastes de gran valor estético en roquedos y paredes verticales. Cuenta con algunos charcos de aguas permanentes (Charco del Negro, Charco del Pozuelo, Charco del Ranchuelo). Sin embargo, el carácter de su paisaje está marcado por la superficie de roca calcárea, cuarteada y disuelta, que genera multiplicidad de formas laberínticas, aristas cortantes, pequeñas depresiones hundidas y grandes superficies intransitables, lo que proporciona la sensación de entorno exótico e inhóspito, de una belleza muy particular.

##### Sierras de Alhama, Tejeda y Almijara
Altos de Alfarnatejo – Alhama. Este espacio comprende dos sierras, la de Enmedio y Alhama. En la sierra de Alhama, cerca del Boquete de Zafarraya, destaca la Umbría con una altura de 1352 m. Su relieve se caracteriza por la existencia de alineaciones noreste-sureste con zonas deprimidas que configuran valles intramontañosos.
En esta zona existe un claro predominio de los afloramientos rocosos, no obstante pueden encontrarse rodales de encinas de cierta consideración, así como importantes manchas de matorral mediterráneo. En la vertiente norte, se encuentra un pinar de repoblación que ocupa una gran extensión de esta vertiente.
El territorio denominado Tierras de Alhama está conformado por los Valles de los ríos Cacín y Alhama. Las márgenes del río Alhama están dedicados principalmente al cultivo de choperas, que introducen un fuerte contraste con las grandes extensiones de cultivo de cereal. Las aguas del río Cacín se embalsan en el pantano de los Bermejales. Aguas abajo de la presa se puede disfrutar del magnífico paisaje que presentan sus tajos, fruto de la erosión provocada por el paso del agua a lo largo del tiempo.
Junto a la localidad de Alhama de Granada podemos gozar de la espectacularidad de los Tajos de Alhama. El modelado fluvial ha dado origen a las impresionantes paredes verticales que constituyen este paraje sobresaliente.
Sierras de Tejeda y Almijara. En el extremo Sur del Poniente de Granada, en la frontera entre Granada y Málaga, se extiende el macizo de las Sierras de Tejeda y Almijara. La sierra de Tejeda comienza en el Boquete de Zafarraya, y se continúa con la sierra de Almijara, que va más allá de los límites del Poniente, hacia el este. Constituyen una barrera natural con el mar Mediterráneo, recibiendo su influencia directamente en la cara Sur, e indirectamente a través de las nieblas en la cara Norte. Es un bloque montañoso de accidentado relieve, subhorizontal en las cumbres y con escarpes y fuertes pendientes en las vertientes. Tal es así que contiene las alturas más espectaculares del conjunto del Poniente de Granada, la Cumbre de la Maroma (2069 m) y el Lucero (1638 m), situados a corta distancia del mar en línea recta. Este macizo ha sido declarado recientemente parque natural.

En cuanto a la Red Natura 2000 decir, que la Consejería de Medio Ambiente del gobierno autonómico ha seleccionado dentro del territorio del Poniente Granadino dos espacios a incluir como Lugares de Interés Comunitarios (LIC) dentro de esta red natura.
Estos LICs son la sierra de Loja con 25 108,96 ha y el parque natural de las Sierras de Tejeda, Almijara y Alhama con aproximadamente 15 925 ha, incluidas dentro del Poniente Granadino. Estos datos reflejan un enorme interés tanto desde el punto de vista de los hábitats como de las especies de interés comunitario presentes en el Poniente Granadino.

### Hidrografía
Los recursos hídricos, con una red fluvial constituida por tres ejes principales: el río Genil que divide al territorio de este a oeste por la parte central y define la vega; los ríos Cacín, Salar, Alhama y Frío que discurren de sur a norte y una gran cantidad de arroyos que vierten al Genil, como el arroyo de la Cañada, Charcón, Tocón, Vilano, Gallumbares, etc..
Por otro lado, destacar acuíferos importantes localizados en Sierra Gorda, Hacho de Loja, Polje de Zafarraya, sierras de Tejeda-Almijara-Las Guajaras, sierra de Chanzas Ojite-Iznajar, sierra de Madrid-Parapanda-Obéilar e Íllora y Zagra.

### Biogeografía
La fauna, propia de bosque matorral mediterráneo. En total se han inventariado un total de 130 especies pertenecientes a las cinco clases existentes de vertebrados: peces, anfibios, reptiles, aves y mamíferos.

## Geografía humana

### Población
El territorio del Poniente de Granada tiene 77 589 habitantes (2006), lo cual constituye EL 8,85% de la población de la Provincia de Granada. La densidad poblacional en la zona es de 38 hab./km², muy por debajo de la media provincial (69,3 hab/km²) y regional (91,06 hab/km²).
Las cifras globales, sin embargo, enmascaran grandes contrastes entre los municipios. En cuanto a distribución de la población nos encontramos con municipios como Huétor Tájar o Villanueva Mesía que superan con amplitud los 150 hab./km²; y en el otro extremo encontramos municipios como Alhama de Granada con sólo 14,17 hab/km².
También el número de habitantes por municipio es muy variable: Loja con 21 196 habitantes es el más poblado, en tanto que Santa Cruz del Comercio y Cacín no sobrepasan los 1000 habitantes. Además de Loja, tan sólo Íllora y Huétor Tájar rondan los 10 000 habitantes y el resto de los municipios se sitúan en el intervalo comprendido entre 1000 y 10 000 habitantes.
La concentración de la población está asociada a los municipios cabeceras de comarca, o municipios con mayor desarrollo económico (por ejemplo Huétor Tájar), porque es allí donde existen más posibilidades de acceder a un puesto de trabajo o encontrar mejores servicios (asistenciales, enseñanza, médicos, etc.). Por otro lado, una parte de la población se encuentra en hábitats dispersos por el territorio, en numerosos cortijos situados en las explotaciones agrícolas.
El envejecimiento paulatino es la característica demográfica más significativa. El índice de envejecimiento de la mayoría de los municipios del Poniente de Granada es muy superior a la media provincial.
La edad media de la población de la provincia es de 35´9 años, mientras que la cifra para el Poniente de Granada es de 37´2 años, lo cual corresponde a la característica de envejecimiento ya mencionada. La edad media es algo mayor para las mujeres.
Las tasas de natalidad y mortalidad muestran igualmente la dinámica propia de una población envejecida, donde las tasas de mortalidad superan en ocasiones a las de natalidad y suelen ser mayores que la media nacional.
Otros datos más generales muestran que la proporción de población activa del Poniente de Granada es 52´97%, menor que la media provincial que es un 54´7 %.
En el Poniente Granadino la principal mano de obra que emigra son personas jóvenes con un grado de formación medio o alto.
Por el contrario, la inmigración que se registra corresponde a personas que provienen de zonas más pobres, y constituyen mano de obra escasamente formada que busca empleo en los sectores agrícolas e industriales.
En resumen podemos decir de la población del Poniente de Granada que tiene tendencia a disminuir. Destaca la baja tasa de natalidad de algunos municipios y, en general, el envejecimiento que experimenta la zona.
Se puede considerar que el envejecimiento demográfico es grave cuando responde a la acción de dos fuerzas distintas: el descenso de la natalidad y la emigración de personas en edad laboral, tal y como ocurre en el territorio del Poniente Granadino.

#### Mercado de trabajo
La zona del Poniente Granadino es una zona económicamente deprimida, con valores por debajo de las medias provinciales y regionales en todos los índices que reflejan el estado de la actividad productiva. Los municipios del territorio presentan un nivel de renta familiar disponible por habitante que oscila entre las 900 000 y 1 000 000 de pesetas anuales, valor inferior al provincial y al autonómico.
Podemos indicar igualmente que el índice de actividad económica relativa, que expresa el porcentaje de participación de la actividad económica de la zona en la actividad provincial, está por debajo de lo que correspondería en términos de población.
El Poniente Granadino tiene una tasa muy alta de paro con 13,9 %. Los sectores productivos tienen una distribución muy diferente de unos municipios a otros, en respuesta a factores también muy diferentes. Algunos de los núcleos de mayor tamaño tienen un tejido productivo diversificado, como es el caso de Loja o de Íllora. Sin embargo, algunos de los que cuentan con bastante población o son cabeceras de comarca siguen presentando una economía muy centrada en el sector agrícola, como es el caso de Huétor Tájar, Montefrío.
El sector agrícola, por su parte, sigue siendo el sector económico principal aunque con modalidades diversas. Ciertos municipios, en los que predomina la agricultura tradicional, presentan aún un alto porcentaje de población activa dedicada a la agricultura, como Algarinejo (62,4 %), Alhama de Granada (28,2 %), Arenas del Rey (38,9 %) o Montefrío (46,4 %), mientras en otros, donde también predomina el trabajo agrícola, el sector agrícola se articula en torno a cultivos de nueva implantación y producción intensiva, como es el caso de Huétor Tájar (51,9 %), Moraleda de Zafayona (42,7 %), Salar (52,5 %), Villanueva Mesía (41,0 %) o Zafarraya (66,0 %).
En varios de los municipios el binomio agricultura-construcción juega un importante papel en la economía local. La construcción y la agricultura se complementan mutuamente en el sentido de que trabajadores del sector agrario pasan a la construcción y viceversa, siguiendo la oferta de empleo durante el año.
Ambos sectores están marcados por la estacionalidad o la inestabilidad en el empleo, lo que da lugar a situaciones frecuentes de precariedad y de inseguridad social. La agricultura es muy dependiente de factores exógenos como por ejemplo el clima que condiciona una mejor o peor cosecha. La construcción, por su carácter pro-cíclico tan marcado, sufre considerables periodos de inactividad. Los períodos de inactividad contribuyen a deteriorar la seguridad personal, los niveles de renta y, en general, la prosperidad socioeconómica.
En definitiva, existe un desajuste entre demanda y oferta de empleo, lo que supone un desaprovechamiento del recurso humano, particularmente de los jóvenes, que se ven forzados a buscar oportunidades fuera de su territorio.

#### Formación
El territorio del Poniente Granadino se caracteriza por tener un escaso nivel formativo general de la población, de la que aproximadamente el 35% sólo tiene estudios primarios. En torno al 8% tiene estudios secundarios o de nivel medio sin especialización. El bajo nivel formativo está relacionado con la oferta de empleo de la economía de la zona, principalmente agrícola, que no requiere mucha especialización.
También se observa que el nivel de analfabetismo es mucho más elevado entre mujeres, mientras que en los niveles de educación más altos hombres y mujeres se igualan.
Un rasgo destacable de la situación educativa es el porcentaje de población que cursa estudios secundarios, mientras en la provincia ha aumentado en el Poniente de Granada ha sucedido lo contrario. Esto se debe, en cierta medida, a las expectativas de inserción social y laboral que tienen los jóvenes en la zona, que les hace no considerar necesaria una elevada especialización para poder trabajar.
Algo similar sucede con la población que cursa estudios universitarios, la proporción de jóvenes que estudian una carrera universitaria está disminuyendo, en contraste con la situación provincial general.
El análisis de las percepciones de la población desempleada revela que existen necesidades formativas principalmente en sectores femeninos, la baja formación de los empresarios de la zona, más acentuada en materias relacionadas con la gestión de las empresas, es una importante deficiencia para el desarrollo empresarial del territorio.
Se podría concluir, por tanto, que las demandas espontáneas de formación no son un buen indicador de las necesidades formativas del tejido económico local, existe inadecuación de la formación para las necesidades del sector productivo y hay un desaprovechamiento del recurso humano. También existe poca mentalidad de innovar y modernizarse y bajos niveles de aplicación de innovación tecnológica, falta de formación específica, especialmente en el sector restauración-hostelería e industria de transformación agroalimentaria y una falta de capacitación en gestión de empresas y en capacidad competitiva.

### Actividades económicas

#### Sector Primario
Se trata del sector económico de mayor peso de este territorio, sobre todo la agricultura y la ganadería. La población activa dedicada a la agricultura y ganadería dentro del Poniente de Granada alcanza tasas llamativas para un país comunitario avanzado en los momentos actuales. El sector primario adquiere así un protagonismo destacado, constituyendo la principal, y en muchos casos, la única fuente de riqueza para algunas zonas del territorio. Más del 75% del territorio del Poniente Granadino está sometido a aprovechamiento agropecuario, destacando el municipio de Loja y Alhama con 35 552 y 22 612 ha de uso agrícola. El Poniente Granadino cuenta con 97 730 ha de superficie cultivada. Más del 60 por ciento de la superficie cultivada corresponde al cultivo del olivar que es el cultivo más representativo del Poniente Granadino tanto por su importancia económica, social y ambiental.
Los cereales son el segundo cultivo en extensión, utiliza algo más de 15 000 hectáreas que representan el 16 por ciento de la superficie cultivada. Los principales cultivos son el trigo, la cebada, la avena y en menor medida el cultivo de maíz.
El grupo de cultivos que forman la leguminosas, los forrajes y los cultivos industriales utiliza algo más de 10 000 hectáreas, el 11 por ciento de la superficie cultivada. Dos leguminosas como los garbanzos y la veza suponen el 50 por ciento de estos cultivos, el resto son principalmente alfalfa y girasol.
Los árboles frutales ocupan 7567 hectáreas, algo menos del 8 por ciento de la superficie cultivada, destacando el cultivo del almendro.
El cultivo de hortalizas y tubérculos utiliza 4764 hectáreas, únicamente el 4,4 por ciento de la superficie de cultivo, pero su importancia es creciente en el conjunto del sector agrario, principalmente, en la zona de Zafarraya, de Alhama y zona de Vega.
Esta variedad de cultivos no impide la existencia de un producto predominante como es el espárrago, el cual, se cultiva en 1683 hectáreas que suponen el 35 por ciento del total de cultivos hortícolas. La producción de espárragos se concentra en cuatro municipios: Huétor Tájar, Loja, Moraleda de Zafayona y Montefrío que, juntos, suponen el 88 por ciento de la superficie total de espárragos del Poniente.
La superficie de cultivos de regadío en el Poniente asciende a 10 170 hectáreas, que representa algo más del 10 por ciento de la superficie total cultivada. Dato que revela una considerable menor proporción de superficie regada respecto al conjunto provincial.
Por otro lado, en cuanto a la ganadería se refiere, en el conjunto del Poniente Granadino la cabaña ganadera asciende a más de cien mil cabezas. El ganado ovino, con cerca del 60 por ciento de las cabezas de la cabaña, es el más numeroso seguido del caprino que presenta algo más del 35 por ciento, el bovino y el porcino representan el 3 por ciento respectivamente.
La principal característica de la cabaña ganadera del Poniente es su disparidad de tamaños, no existiendo ninguna asociación que aglutine al conjunto del sector, por lo que, no existen estrategias globales, perdiéndose un gran valor añadido.
En cuanto a la producción forestal el Poniente Granadino dispone de algo más de 27 000 hectáreas de superficie forestal, algo más del 14 por ciento de su superficie total.
Por último, decir que el Poniente Granadino cuenta entre sus actividades con dos piscifactorías. Entre las dos producen 2 100 000 kilos de truchas y 200 000 de esturión, localizadas en Riofrío.
En general, en los distintos subsectores agrarios existe un débil control de las tecnologías y la incorporación de nuevas tecnologías es prácticamente nula. Igual ocurre con la capacidad de investigación y desarrollo, siendo el subsector del espárrago y hortofrutícola el único sector que ha tenido un proyecto concertado de I +D en la zona de Vega Baja del Genil.
Otro aspecto muy significativo es la utilización de fitosanitarios y pesticidas de forma descontrolada, como en "El Llano de Zafarraya", lo cual conlleva a la contaminación de acuíferos, al agotamiento de tierras, etc.. Esta situación requiere la búsqueda de nuevas técnicas de cultivo que sean menos contaminantes.
Un alto porcentaje de empresas de la zona no definen las principales variables de marketing: el producto, precio, la comunicación y la distribución, lo que tiene consecuencias muy graves para el futuro de éstas, e incluso puede llevarlas a su desaparición.
En el sector oleícola la mayoría de la producción, en torno al 90%, se comercializa a través de intermediarios que realizan la compra de aceite a las cooperativas a granel, incrementándose así el circuito productor – consumidor y perdiéndose el valor añadido.

#### Sector Secundario
En el Poniente Granadino, dentro de este sector destacan los siguientes subsectores:
- El Subsector Textil y Confección, existiendo numerosos centros de producción, principalmente de camisería y pantalones, ocupados en su mayoría por mano de obra femenina sin cualificar, con edades incluso inferiores a los 16 años que vienen a engrosar de manera respetable, las cifras de empleo encubierto en el territorio. También llama la atención en este sector, el hecho de no poseer un nivel tecnológico elevado, es decir, se utiliza tecnología anticuada que no ofrece ninguna ventaja competitiva importante.

- El Subsector Agroalimentario, cuyo principal instrumento de articulación son su más de 50 cooperativas, entre cuyas actividades figura: producción y envasado de aceite de oliva, envasado, comercialización y distribución de productos hortofrutícolas (tomate, alcachofa, zanahorias, coliflor... ), de manera especial en los Llanos de Zafarraya, envasado, conservación y comercialización del espárrago triguero, sobre todo en Huétor Tájar y Loja, fabricación de quesos. Además del sistema de agrupamiento cooperativo, nos encontramos tanto con empresas individuales como sociedades anónimas o limitadas, desarrollando su actividad en los campos de fabricación de panadería y repostería típica, fabricación de harinas, piensos y otros cereales, fabricación de productos de chacinería, cárnicos y embutidos y fabricación de aderezos y aceitunas. En general, gran parte del valor añadido que implican estas actividades sobre las producciones locales, se trasladan a otras zonas a pesar de la existencia “in situ” de un buen potencial de producción primaria, debido a la inexistencia tanto de instalaciones suficientes para la transformación, de aplicación tecnológica, como de canales adecuados de distribución y comercialización.

- Otras empresas industriales a destacar algunas empresas industriales del mármol, de transformación de la madera y metalúrgica.

Por último, comentar que en el sector secundario la concentración territorial es la principal característica de la zona, siendo las localidades más favorecidas por este hecho Loja, Íllora, Huétor Tájar, Alhama de Granada y Montefrío. Que exista esta concentración territorial no sería un problema si fuera consecuencia de una especialización productiva intermunicipal, es decir, si entre las localidades que no poseen empresas industriales en su territorio y aquellas que concentran un elevado número de ellas existirán relaciones de intercambio productivo y, por tanto, de redistribución de beneficios y renta. Sin embargo, el resultado ha sido una concentración territorial de la actividad que ha profundizado las diferencias de desarrollo entre poblaciones.

#### Sector Terciario
En el Poniente Granadino, dentro del sector terciario se han de destacar los siguientes subsectores:
- El Subsector Comercio, que ocupa una gran cantidad de mano de obra, en principio sin cualificar, dadas las características de dicha actividad en el Poniente Granadino, poco diversificada y no especializada.

- El Subsector Turismo, Hostelería y Ocio, que ocupa a un importante porcentaje de la población activa del sector servicios. No obstante, la actividad turística no es muy alta, salvo en las cabeceras de comarca. Para que el turismo rural se consolide es necesario mejorar la oferta en general y la de alojamiento en particular y de este modo podría complementarse el turismo de un día con el de medida o larga duración, accediendo a las ventajas de valor añadido que ello lleva consigo.

- El Subsector de la Construcción, que absorbe gran cantidad de mano de obra joven no cualificada complementándose con las labores agrícolas, trabajadores que corren el riesgo de quedarse sin empleo en el momento en que la explosión de la construcción decaiga.

- Las Instituciones Financieras, cuya estructura en el Poniente Granadino es característica de zonas rurales muy cerradas que basan su economía en el sector agrícola y actividades muy próximas a él, sobre todo, porque tradicionalmente se ha considerado a Cajas de Ahorros y Cooperativas de Crédito como los bancos de los agricultores. De ahí, que el conjunto de Cajas de Ahorro y Cooperativas de Crédito suman el 71 % del total de entidades financieras.

En general, en el sector terciario, existen enormes diferencias entre los municipios, tanto en la prestación de servicios en términos cuantitativos como en la evolución que dicho sector está teniendo en el tiempo. Una de las posibles causas de esta diferencia es la escasa dotación infraestructural de los municipios más pequeños, que les impide tener instalaciones suficientes para ofrecer una diversidad de servicios.
En conclusión, podemos decir que en el tejido empresarial o sistema productivo local del Poniente Granadino, existe una baja capacidad competitiva en producción, transformación, comercialización, planificación y organización empresarial, debido a que no hay mucha aplicación de nuevas tecnologías, poca innovación, no hay cooperación empresarial por lo que la eficiencia productiva es baja lo que conlleva a una débil competitividad. No existen en el territorio puntos de información empresarial, no existe cualificación especializada del recurso humano, existe una reducida cultura empresarial y hay que mejorar las estructuras de distribución y comercialización.

### Infraestructuras, equipamientos y servicios
Respecto a viviendas se puede observar, que en las localidades pequeñas la construcción de vivienda es muy reducida, frente a los municipios de mayor población ubicados en la zona central en torno al principal eje de comunicaciones que atraviesa el Poniente Granadino (A-92). Cabe señalar que en general existe un crecimiento urbanístico no controlado ni inventariado, sobre todo, en municipios pequeños de población reducida, donde el seguimiento urbanístico de la construcción es muy reducido por falta de recursos técnicos y presupuestarios de los ayuntamientos.
Con relación a la accesibilidad y movilidad, se observa una organización territorial complicada, con prolongadas conexiones entre los diferentes núcleos y entidades de población del Poniente que dificultan el desarrollo de una movilidad basada en modos de escaso consumo energético, como los no motorizados.
Por otro lado, existe modalidad de “aislamiento físico individual” en abundantes cortijos distribuidos por el territorio para los que es muy difícil la comunicación y el contacto con el resto de la población, incluso hay muchos que aún no cuentan con servicios básicos, como luz eléctrica o agua corriente. También, hay ausencia de medios de transporte público entre núcleos de población, lo que dificulta el encuentro o la conexión.
En la Red Viaria del Poniente Granadino, destacar la A-92, autovía de conexión entre Almería y Sevilla que transcurre transversalmente partiendo el territorio en dos. También la N-321 que conecta al territorio con Córdoba, la N-432 que lo conecta con Jaén y la red secundaria que relaciona al territorio con la provincia de Málaga y también con la de Jaén y Córdoba. La accesibilidad ferroviaria se realiza en este momento a través del corredor ferroviario de la línea Bobadilla-Granada, atravesando unos 52 kilómetros del territorio del Poniente Granadino. No obstante, existe dificultad de contacto debido a deficiencias importantes de la red de carreteras y caminos entre los pueblos integrados en el territorio.
Geográficamente, el Poniente Granadino se encuentra en un lugar estratégicamente privilegiado, con dos aeropuertos muy cercanos, el de Granada y el de Málaga.
En relación con la importancia que ha cobrado la telefonía móvil actualmente, existen graves problemas de coberturas en la mayor parte del territorio.
Respecto al tratamiento de las aguas residuales, la situación de la mayoría de los municipios del Poniente Granadino es bastante negativa, ya que al no tener depuradoras, las aguas residuales se vierten directamente a los cauces de los ríos. Solamente Loja, Zafarraya, Ventas de Zafarraya y Jayena cuentan con depuradoras de aguas residuales en funcionamiento.
Respecto a la gestión de los residuos sólidos urbanos se observa, que aunque en el territorio del Poniente Granadino no existe ninguna Planta de Tratamiento de Residuos hay tres Plantas de Transferencia, en Loja, Montefrío y Alhama de Granada, que atienden en cierta medida las necesidades de este territorio. Mediante estas instalaciones los R.S.U. son trasladados hasta Alhendín (Granada) donde se encuentra una Planta de Recuperación y Compostaje.
Respecto a la configuración de los núcleos urbanos del Poniente Granadino se caracteriza por estar compuesta por edificaciones de escasa altura, con tejidos compactos y con mezcla de funciones comerciales, escolares, deportivas, sanitarias y residenciales dentro del radio de cobertura peatonal.
No obstante, existen deficiencias en equipamientos sanitarios especializados o complementarios, deficiencias en servicios asistenciales, deficiencias en infraestructuras culturales, deportivas y de ocio sobre todo para los jóvenes.
Con relación a los Servicios Turísticos se observa, que en la actualidad existen en el territorio del Poniente Granadino aproximadamente unas 2450 plazas hoteleras distribuidas entre Balnearios, Camping, Granja Escuela, Áreas de Servicio, Pensiones, Hostales, Casas Rurales y Hoteles Rurales.
Existen oficinas de información turística en tres pueblos, Loja, Montefrío y Alhama de Granada, Moclín cuenta con un punto de información. Es posible realizar una amplia gama de actividades deportivas, recreativas y culturales durante una visita al Poniente Granadino.
En términos de calidad de vida, podemos concluir diciendo que en el Poniente Granadino existen una serie de factores de atracción como lugar de residencia y como emplazamiento económico: abundancia de agua, parajes naturales de gran valor paisajístico, zonas de gran calidad para el turismo rural, situación geográfica privilegiada, en el centro de la región, proximidad a la zona de costa y a la sierra, la autovía (A-92) que la conecta a cualquier punto de la región con fácil comunicación y la proximidad de los aeropuertos de Granada y Málaga.

### Patrimonio monumental y cultural

#### Patrimonio urbano, histórico, arquitectónico, etnológico y arqueológico
En el territorio que engloba el Poniente Granadino, existen una serie de Conjuntos Históricos Urbanos construidos y de carácter monumental muy importantes, que si bien no se encuentran en estado que pudiera calificarse de óptimo en el momento actual, sí que ofrecen muchas posibilidades de recuperación y explotación.
Son importantes el conjunto de Bienes de Valor Etnográfico (Cortijos, Molinos, Silos, etc..). Lamentablemente, la mayor parte de este tipo de patrimonio se encuentra abandonado, sin embargo, son un potencial para destinarlos alojamientos rurales.
El Patrimonio Arqueológico del Poniente Granadino es rico en construcciones relacionadas con rituales funerarios de distintas épocas. Las estructuras megalíticas – o dólmenes – constituyen un testimonio monumental del pasado más remoto y los yacimientos arqueológicos atestiguan que el territorio siempre fue encrucijada de culturas y caminos. Este patrimonio incrementa el interés para el visitante y podrían servir como un foco de atracción turística del territorio.

#### Tradiciones, fiestas, folklore y gastronomía
Además del patrimonio histórico y arqueológico, en las localidades del Poniente de Granada existen una serie de fiestas arraigadas, si no en todos los pueblos sí en los más históricos. Nos referimos a los distintos festivales de flamenco presentes en Loja, Montefrío o Alhama de Granada.
El Carnaval, Semana Santa o las Romerías, fiestas paganas, adquieren en cada una de las localidades connotaciones similares: salidas al campo para merendar. Destaca el día de San Marcos, común denominador a todos los pueblos.
El Día de la Candelaria, de la Cruz o las tradicionales ferias de ganado, se celebran igualmente en Salar, Algarinejo o Villanueva Mesía.
Otro elemento común es la Gastronomía de la zona, con reminiscencias de la cocina andalusí, inserta en una gastronomía que se va modificando dependiendo de los productos disponibles en cada época y en cada lugar, pero que mantiene una base común.